# William Edwin Brooks
William Edwin Brooks (ur. 30 lipca 1828 w Dublinie, zm. 18 stycznia 1899 w Mount Forrest) – irlandzki inżynier i ornitolog.

## Życiorys
W 1856 przybył do Indii. Pracował przy budowie sieci kolejowej. Korespondował w tym czasie z ornitologiem Allanem Octavianem Hume'em. Pozostał w Indiach do 1881. Po przejściu na emeryturę osiadł w Kanadzie, w Ontario. Był honorowym członkiem Brytyjskiego Towarzystwa Ornitologicznego. Korespondował z Alfredem Russellem Wallace'em, Thomasem C. Jerdonem oraz Tytlerem. W 1887 rodzina Brooksów przeniosła się z Milton w Ontario do Chilliwack w Kolumbii Brytyjskiej. W 1891 Brooksowie osiedli ostatecznie na farmie w Mount Forest, w sercu Kolumbii Brytyjskiej.
Na cześć badacza gatunek świstunka żółtozielona nazywany jest w języku angielskim Brooks' Leaf Warblerem. Obszerny zbiór okazów ornitologicznych Brooksa znajduje się w Muzeum Brytyjskim. Syn Williama Allan Brooks został także ornitologiem oraz cenionym rysownikiem.

## Publikacje
- Brooks, W. E.  (1894): A few observations on some species of Phylloscopus. Ibis 6(22), 261-268.
- Brooks, W. E.  (1871): Notes on the ornithology of Cashmir. Proc. Asiatic Soc. Bengal 1871, 209-210.
- Brooks, W. E.  (1871): Description of a new species of (Abrornis). Proc. Asiatic Soc. Bengal 1871, 248-249.
- Brooks, W. E.  (1872): The swans of India. Proc. Asiatic Soc. Bengal 187(2), 63-64.
- Brooks, W. E.  (1872): On a new Indian (Sylvia). Proc. Asiatic Soc. Bengal 1872, 66.
- Brooks, W. E.  (1872): On a new species of (Reguloides). Proc. Asiatic Soc. Bengal 1872, 148-150.
- Brooks, W. E.  (1872): On the Imperial Eagles of India. Proc. Zool. Soc. London 1872, 502-504.
- Brooks, W. E.  (1873): Notes on the ornithology of Cashmir. Jour. Asiatic Soc. Bengal 41(2), 73-86.
- Brooks, W. E.  (1873): On two undescribed Cashmir birds. Jour. Asiatic Soc. Bengal 41, 327-329.
- Brooks, W. E.  (1873): On an undescribed species of (Lophophanes). Jour. Asiatic Soc. Bengal 42(2), 57.
- Brooks, W. E.  (1874): Some ornithological notes and corrections. Jour. Asiatic Soc. Bengal 42(2), 239-253.
- Brooks, W. E.  (1874): Notes on the (Certhiinae) of India. Jour. Asiatic Soc. Bengal 42(2), 255-257.
- Brooks, W. E.  (1873): Notes upon some of the Indian and European Eagles. No. II. Stray Feathers. 1(5), 325-331.
- Brooks, W. E.  (1873): Notes on some of the Indian Pipits. Stray Feathers. 1(5), 358-360.
- Brooks, W. E.  (1873): Notes on the Skylarks of India. Stray Feathers. 1(6), 484-487.
- Brooks, W. E.  (1873): Notes upon some of the Indian and European Eagles. Stray Feathers. 1(2,3&4), 290-294.
- Brooks, W. E.  (1873): Notes upon some of the Indian and European Eagles, No. III. Stray Feathers. 1(6), 463-464.
- Brooks, W. E.  (1875): Notes upon a collection of birds made between Mussoori and Gangaotri in May 1874. Stray Feathers. 3(1,2&3), 224-257.
- Brooks, W. E.  (1875): On (Curruca affinis) and (Curruca garrula). Stray Feathers. 3(4), 272-273.
- Brooks, W. E.  (1875): Additional notes on birds collected between Mussoori and Gangaotri in May 1874. Stray Feathers. 3(4), 275-278.
- Brooks, W. E.  (1875): Notes on a new (Dumeticola), and on (Tribura luteoventris), Hodgson, and (Dumeticola affinis), Hodgson. Stray Feathers. 3(4), 284-287.
- Brooks, W. E.  (1875): On (Drymoips inornatus), Sykes, and (Drymoipus longicaudatus), Tickell. Stray Feathers. 3(4), 295-296.
- Brooks, W. E.  (1875): Notes on "The Spotted Eagle," (Aquila naevia). Stray Feathers. 3(4), 304-313.
- Brooks, W. E.  (1876): Ornithological notes and corrections. Stray Feathers. 4(4,5&6), 268-278.
- Brooks, W. E.  (1876): Letters to the Editor. Stray Feathers. 4(1,2&3), 229-230.
- Brooks, W. E.  (1877): Observations on (Falco hendersoni), Hume. Stray Feathers. 5(1), 48-50.
- Brooks, W. E.  (1877): Ornithological notes. Stray Feathers. 5(5&6), 469-472.
- Brooks, W. E.  (1878): On an overlooked species of (Reguloides). Stray Feathers. 7(1-2), 128-136.
- Brooks, W. E.  (1878): Observations on (Motacilla alba), Linn., and other Wagtails. Stray Feathers. 7(1-2), 136-142.
- Brooks, W. E.  (1878): Further notes on (Reguloides superciliosus) and (Reguloides humei). Stray Feathers. 7(3,4&5), 236-238.
- Brooks, W. E.  (1878): Letters to the Editor. Stray Feathers. 7(3,4&5), 468.
- Brooks, W. E.  (1879): Further observations on (Reguloides superciliosus) and (Reguloides humii), also on (Reguloides subviridis) and (Calliope yeatmani), Tristram. Stray Feathers. 7(6), 475-478.
- Brooks, W. E.  (1879): A few notes on (Phylloscopus plumbeitarsus), Swinhoe, and (Phylloscopus viridanus), Blyth. Stray Feathers. 7(6), 508-510.
- Brooks, W. E.  (1879): Note on (Horornis fulviventer), Hodgson. Stray Feathers. 8(2-5), 379-380.
- Brooks, W. E.  (1879): Further observations on (Phylloscopus viridanus) & (plumbeitarsus), also on (Reguloides humii). Stray Feathers. 8(2-5), 385.
- Brooks, W. E.  (1879): Description of another new (Reguloides). Stray Feathers. 8(2-5), 389-393.
- Brooks, W. E.  (1879): Ornithological observations in Sikhim, the Punjab, and Sind. Stray Feathers. 8(6), 464-489.
- Brooks, W. E.  (1880): A few remarks on (Schoenicola platyura). Stray Feathers. 9(1,2&3), 209-212.
- Oates,Eugene W; Brooks, W. E.  (1880): On a new species of (Tribura) ((Dumeticola). Stray Feathers. 9(1,2&3), 220-224.
- Brooks, W. E.  (1880): Additional note on (Alseonax cinereo-alba) or (latirostris) and (Alseonax terricolor). Stray Feathers. 9(1,2&3), 225-226.
- Brooks, W. E.  (1880): Note on (Tribura mandellii). Stray Feathers. 9(4), 240-241.
- Brooks, W. E.  (1880): On an undescribed species of (Phylloscopus). Stray Feathers. 9(4), 272-273.
- Brooks, W. E.  (1881): (Dumeticola brunneipectus), Blyth. Stray Feathers. 9(5&6), 445.
- Brooks, W. E.  (1873): Notes on (Aquila naevioides, A. fulvescens) and (A. vindhiana). Proc. Asiatic Soc. Bengal Nov, 173-174.
- Brooks, W. E.  (1873): Notes on the Certhiinae of India. Jour. Asiatic Soc. Bengal 42(2), 255-257.
- Brooks, W. E.  (1875): On an apparently unnamed species of (Phoenicopterus). Proc. Asiatic Soc. Bengal January, 17-18.
- Brooks, W. E.  (1877): A few observations on some species of (Anthus) and (Budytes). Ibis, 4 1(2), 206-209.
- Brooks, W. E.  (1892): A few remarks on Mr. Oates's "Birds of British India". Ibis, 6 4(13), 59-62.
- Brooks, W. E.  (1881): Letters to the Editor. Stray Feathers. 10(1,2&3), 169-171.
- Brooks, W. E.  (1872): On a new species of (Phylloscopus). Ibis, 3 2, 22-23.
- Brooks, W. E.  (1872): On the breeding of (Reguloides superciliosus, Reguloides proregulus, Reguloides occipitalis) and (Phylloscopus tytleri). Ibis, 3 2, 24-31.
- Brooks, W. E.  (1874): To the Editor. Stray Feathers. 2(6), 533